# غرتنا غرين
غرتنا غرين هي أبرشية في منطقة مجلس دُمفريز وجالواي، اسكتلندا، على الجانب الاسكتلندي من الحدود بين اسكتلندا وإنجلترا، والتي يحددها نهر سارك الصغير، الذي يتدفق إلى سولواي فيرث القريبة. في الماضي، كانت أول قرية يأتي إليها المسافر في اسكتلندا عند اتباع طريق العربات القديم من لندن إلى إدنبرة.[بحاجة لمصدر] تخدم محطة سكة حديد Gretna Green كلاً من غرتنا غرين و غرتنا.  وقعت كارثة سكة حديد كوينتينشيل، وهي أسوأ حادث سكة حديد في التاريخ البريطاني، حيث توفي أكثر من 220 شخصًا، بالقرب من غرتتنا غرين في عام 1915.
تشتهر غرتنا غرين بحفلات الزفاف. منع قانون الزواج السري 1753 الأزواج الذين تقل أعمارهم عن 21 عامًا من الزواج في إنجلترا أو ويلز دون موافقة والديهم، نظرًا لأنه كان لا يزال قانونيًا في اسكتلندا الزواج دون هذه الموافقة، بدأ الأزواج في عبور الحدود إلى اسكتلندا للزواج.

## الزواج

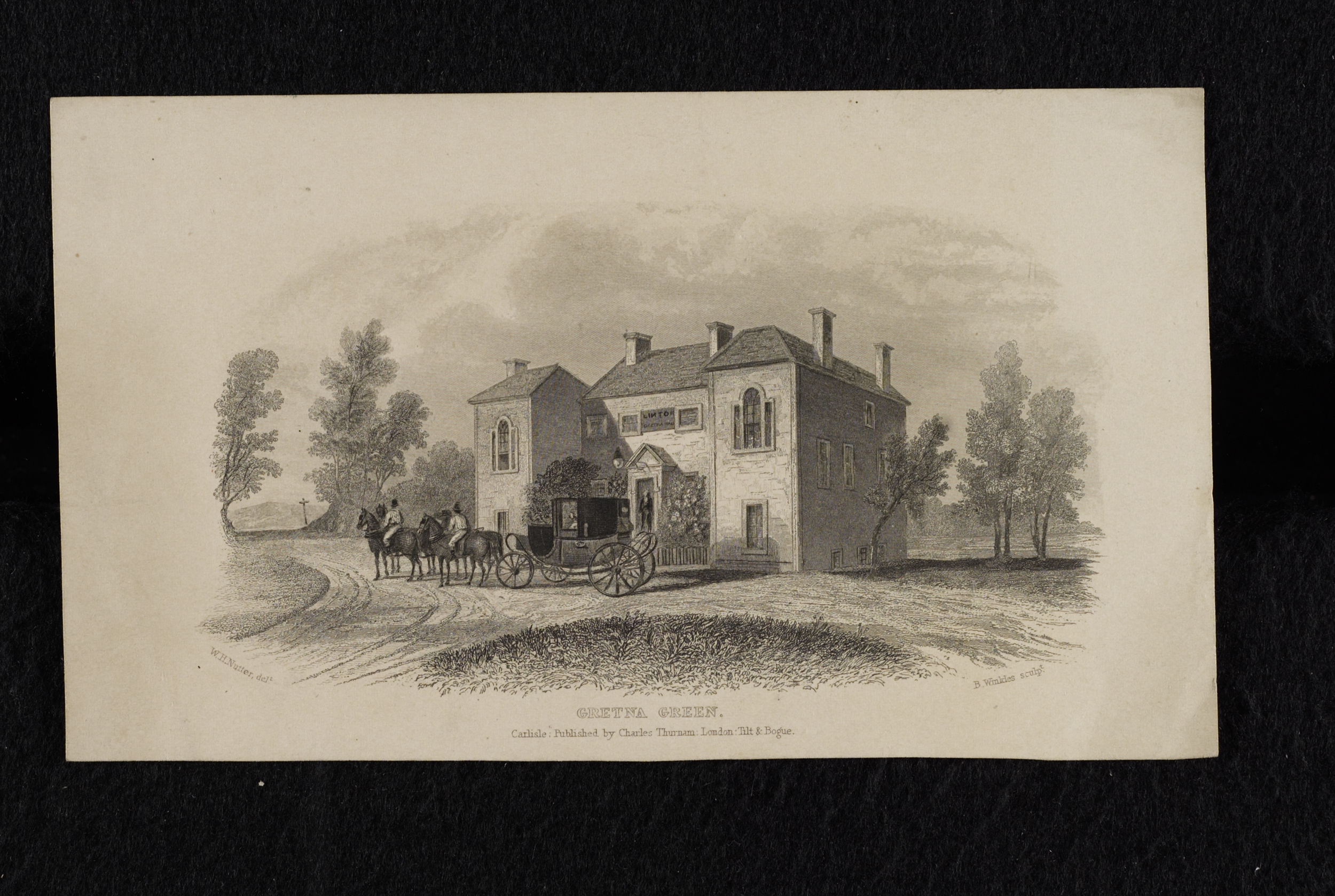
منظر تاريخي لغرتنا غرين

بدأت "الزيجات الهاربة" لغريتنا في عام 1754 عندما دخل قانون زواج اللورد هاردويك حيز التنفيذ في إنجلترا. بموجب القانون، إذا اعترض أحد الوالدين على زواج القاصر دون سن 21 عامًا، يمكن للوالد قانونًا الاعتراض على الزواج. شدد القانون متطلبات الزواج في إنجلترا وويلز، لكنه لم ينطبق في اسكتلندا ، حيث كان من الممكن للأولاد أن يتزوجوا في سن الرابعة عشرة والبنات في سن الثانية عشرة بموافقة الوالدين أو بدونها (انظر الزواج في اسكتلندا). ومع ذلك، فقط في سبعينيات القرن الثامن عشر، مع بناء طريق برسوم مرور يمر عبر قرية غريتني التي كانت مجهولة قبل ذلك، أصبحت غريتنا جرين أول قرية يسهل الوصول إليها عبر الحدود الاسكتلندية. 

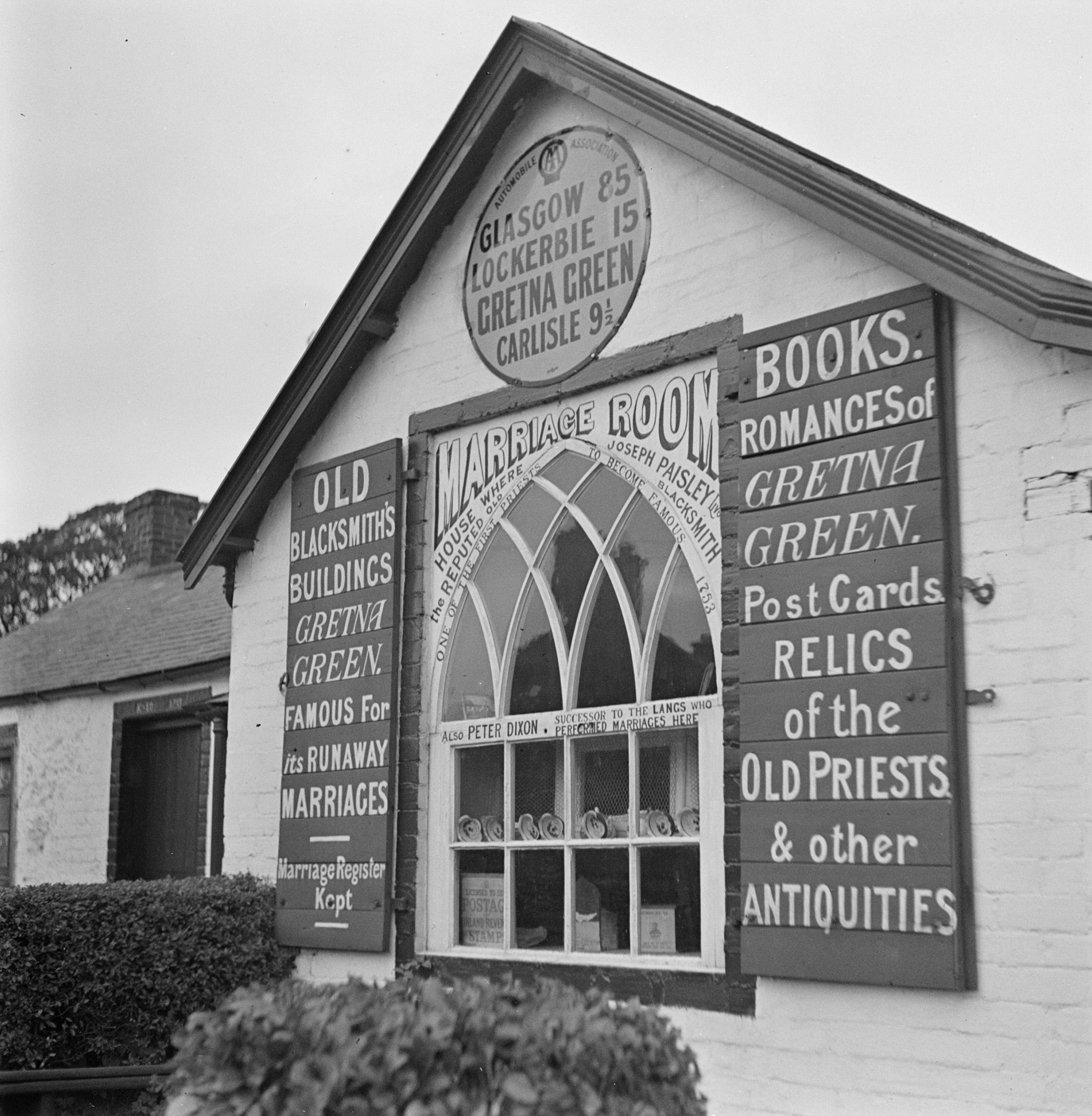
صورة من ثلاثينيات القرن العشرين لحداد قرية "تشتهر بزيجاتها الهاربة"

يسمح القانون الاسكتلندي " بالزيجات غير الرسمية " ، مما يعني أنه إذا تم التصريح أمام شاهدين، فإن أي شخص تقريبًا لديه السلطة لإجراء مراسم الزواج. أصبح الحدادون في جريتنا معروفين باسم "كهنة السندان"، وبلغت ذروتها مع ريتشارد رينيسون، الذي أجرى 5147 احتفالًا. أصبح الحداد المحلي وسندانه رمزين دائمين لحفلات زفاف غرتنا غرين.
وصف المؤرخ الفيكتوري روبرت سميث سورتيز غرتنا غرين بالتفصيل في مجلته الشهرية الجديدة عام 1848، أغنى عاميّ في إنجلترا:
منذ عام 1929، يجب أن يكون عمر كلا الطرفين في اسكتلندا 16 عامًا على الأقل، لكن لا يزال بإمكانهما الزواج دون موافقة الوالدين. منذ أبريل 2022 في إنجلترا وويلز، أصبح الحد الأدنى لسن الزواج الآن 18 عامًا بغض النظر عن موافقة الوالدين.  الأشكال الثلاثة للزواج غير النظامي التي كانت موجودة بموجب القانون الاسكتلندي، أُلغيت جميعها باستثناء الأخير بموجب قانون الزواج (اسكتلندا) لعام 1939، الذي دخل حيز التنفيذ اعتبارًا من 1 يوليو 1940. قبل هذا الفعل، كان أي مواطن قادرًا على أن يشهد وعدًا عامًا.
أصبحت متاجر الحدادين في غرتنا وعدد لا يحصى من النزل والممتلكات الصغيرة الخلفية لعشرات الآلاف من حفلات الزفاف. يوجد اليوم العديد من أماكن الزفاف في غرتنا غرين وحولها، من الكنائس السابقة إلى الجُوَق الصغيرة المخصصة لهذا الغرض. يتم تقديم الخدمات في جميع الأماكن دائمًا على سندان حداد أيقوني.

### في مكان آخر
في القانون العام، أصبح مصطلح "زواج غريتنا غرين" يعني، بشكل عام، الزواج الذي يتم في ولاية قضائية لم تكن مكان إقامة الطرفين المتزوجين، وذلك لتجنب القيود أو الإجراءات التي تفرضها الولاية القضائية المحلية للطرفين.  كان زواج "غرتنا" البارز هو الزواج الثاني لإدوارد جيبون ويكفيلد في عام 1826 من الوريثة الشابة إلين تورنر، والتي تسمى اختطاف شريجلي (كان زواجه الأول أيضًا من وريثة، لكن الوالدين أرادوا تجنب فضيحة عامة).[بحاجة لمصدر] المدن الأخرى التي يمكن فيها الحصول على زيجات سريعة وخفية في كثير من الأحيان تعرف باسم "غرتنا غرينز".  في الولايات المتحدة، تضمنت إلكتون، ماريلاند  ورينو ولاحقًا لاس فيجاس .
في عام 1856، غُير القانون الاسكتلندي بسبب إجراء أقره البرلمان ألكسندر كولكوهون ستيرلنغ موراي دنلوب للمطالبة بإقامة 21 يومًا للزواج، وأُجري تغييرا آخر في القانون في عام 1940. رُفع شرط السكن في عام 1977.  قرى حدودية اسكتلندية أخرى مستخدمة لمثل هذه الزيجات هي كولد ستريم بريدج ، لامبرتون ، مورغانغتون وباكستون تول ، وبورباتريك للأشخاص القادمين من أيرلندا. 

## في الثقافة الشعبية
- في كبرياء وتحامل لجين أوسطن، عندما تهرب ليديا بينيت مع جورج ويكهام، تركت وراءها ملاحظة تفيد بأن وجهتهما المقصودة هي غرتنا غرين، على الرغم من أنهما في وقت لاحق وجدا متعايشين في لندن، بعد أن لم يسافروا في الواقع إلى اسكتلندا. [10]
- في الموسم الثالث ، الحلقة الخامسة من مسلسل BBC You Rang ، M'Lord؟ ، اثنان من الشخصيات يهربان إلى غرتنا غرين. هذا يدفع شخصيتين أخريين إلى الفرار بطريقة مماثلة. ومع ذلك، أُوقفا قبل وصولهم إلى اسكتلندا. [11]
- في الموسم السادس ، الحلقة 20 من سلسلة بي بي سي Waterloo Road، يهرب الطالب جوهان كربي مع مدرسة ورئيسة قسم اللغة الإسبانية، فرانسيسكا 'سيزكا’ مونتويا، إلى غرتنا غرين من أجل الزواج. [12]
- في الموسم الثاني، الحلقة السابعة من سلسلة BBC دانتون آبي، تحاول السيدة سيبل كراولي الهروب إلى غرتنا غرين مع السائق توم برانسون.
- في الحلقة 3 من سلسلة ITV دكتور ثرون ، المقتبسة من رواية أنتوني ترولوب التي تحمل الاسم نفسه، تروي الشخصية فرانك يقول نكتة عن نفسه وتهرب ماري للزواج في غرتنا غرين. [13]
- في الموسم الخامس، يحاول جيفري تشارلز وسيسيلي هانسون الفرار إلى جريتنا جرين في الحلقة السادسة من مسلسل بي بي سي Poldark . [14] [15]
- في الموسم الأول من سلسلة Netflix، بريدجيتون تخطط كولن بردجيتون و مارينا تومسون للهروب إلى غرتنا غرين لحضور حفل زفاف سريع، على الرغم من فشل المخطط في النهاية.
- في Half A Sixpence (الموسيقية) تزوج الشخصيتان الرئيسيتان (آرثر كيبس وآن) في غرتنا غرين.
- كُشف عن أن غرتنا غرين هي مسقط رأس شخصية جيمس سبونر في الموسم السادس الحلقة 1 من البودكاست والدي كتب إباحية . [16]

## أنظر أيضا
- أوير بوجي ، وهو تعبير يستخدم في اسكتلندا لوصف حفل زفاف أقامه قاضي التحقيق
- Peak Forest ، وهي قرية في إنجلترا تُعرف باسم "غرتنا غرين دربيشير" لأن الزيجات يمكن أن تتم بدون إعلان عام.
- حفلات الزفاف في لاس فيغاس، حيث يكون الحصول على تراخيص الزواج أمرًا سهلاً وسريعًا.
- محطة سكة حديد Gretna Green ، أعيد افتتاح محطة السكك الحديدية المحلية في عام 1993